# Джордж Шоу
Джордж Шоу (англ. George Kearsley Shaw, нар. 10 грудня 1751 — †22 липня 1813) — британський фізик, біолог, зоолог.
Читав лекції з ботаніки в Оксфорді з 1786 по 1791, коли став помічником хранителя відділу натуральної історії Британського музею. З 1807 року і до смерті був хранителем відділу. Він був співзасновником Товариства Ліннея.

## Основні праці
- Zoology of New Holland (1794) (Нова Голландія — це теперішня Австралія)
- Museum Leverianum (1792—1796)
- General Zoology (1800—1812)
- The Naturalist's Miscellany (1789—1813)